# Istocheta rhombonicis
Istocheta rhombonicis là một loài ruồi trong họ Tachinidae.